# NGC 3364
NGC 3364 је спирална галаксија у сазвежђу Велики медвед која се налази на NGC листи објеката дубоког неба.
Деклинација објекта је + 72° 25' 30" а ректасцензија 10h 48m 29,5s. Привидна величина (магнитуда) објекта NGC 3364 износи 12,9 а фотографска магнитуда 13,7. NGC 3364 је још познат и под ознакама UGC 5890, MCG 12-10-82, CGCG 333-56, IRAS 10448+7241, PGC 32314.